# Orésztisz Karnézisz
Orésztisz Szpiridon Karnézisz (görögül: Ορέστης Καρνέζης) (Athén, 1985. június 11. –) görög válogatott labdarúgó. Posztját tekintve kapus.

## Sikerei, díjai

### Klub
Panathinaikósz
- Görög bajnok (1): 2009–10
- Görög kupagyőztes (1): 2010

Napoli
- Olasz kupagyőztes (1): 2019–20

Lille
- Francia bajnok (1): 2020–21
- Francia szuperkupa-győztes (1): 2021

### Egyéni
- Az év kapusa Görögországban: 2011–12

## Külső hivatkozások
- Orésztisz Karnézisz a national-football-teams.com honlapján